# Gotthilf Bronisch
Gotthilf Paul Bronisch (* 29. Oktober 1900 in Züllichau; † 19. Juni 1982 in Manhattan, New York City) war ein deutscher Rechtsanwalt. Wegen der ihm und seiner Frau drohenden Repressalien durch die Nationalsozialisten emigrierte er 1935  in die USA und zählte als engster Vertrauter Goerdelers zum deutschen Widerstandskreis gegen den Nationalsozialismus in den USA.

## Leben

### Studium und beruflicher Einstieg
Bronisch, Sohn eines Superintendenten, studierte ab 1920 Rechtswissenschaften an der Georg-August-Universität Göttingen und wurde dort Mitglied des Corps Hannovera. Er schloss sein Studium in Berlin ab. Nach der Promotion zum Dr. jur. an der Universität Göttingen, wurde 1928 er Referendar in Schneidemühl.
Anschließend wurde er Verwaltungsjurist in der Magistratsverwaltung von Berlin, wo er 1931 zum Obermagistratsrat befördert wurde. Während dieser Tätigkeit knüpfte er über den Deutschen Städtetag auch Kontakte zu dem Leipziger Bürgermeister Carl Friedrich Goerdeler.

### Emigration und Widerstand in den USA
Im Zuge der nationalsozialistischen „Machtergreifung“ in Deutschland entschloss sich Bronisch 1935 gemeinsam mit seiner Ehefrau Lieselotte Lindeck, die aus einer angesehenen jüdischen Familie in Mannheim stammte, zur Emigration in die Vereinigten Staaten und praktizierte dort in New York City als Rechtsanwalt. Als solcher war er einer der wichtigen Kontaktleute Goerdelers in den Vereinigten Staaten und dessen persönlicher Vertrauter. Ähnlich wie der bereits 1933 nach London emigrierte Reinhold Schairer in London vertrat er Goerdelers Interessen auf der anderen Seite des Atlantiks. Bronisch arrangierte gemeinsam mit dem Wirtschaftsfachmann der Episkopalkirche der Vereinigten Staaten von Amerika Spencer Miller und teilweise auch mit Reinhold Schairer für Goerdeler Treffen mit hochrangigen Gesprächspartnern in den USA und hatte Kontakt zu anderen aktiven Widerständlern gegen Adolf Hitler wie z. B. Robert Bosch. Es wird vermutet, dass Bronisch im Briefverkehr mit Goerdeler den Decknamen „Edgar“ benutzte.
Bronisch und Miller bemühten sich auch selbst aktiv, ein Einschwenken der USA auf die Londoner Politik des Appeasement zu verhindern. Neben Goerdeler trat Bronisch dort für ein frühes militärisches Eingreifen gegen das NS-Regime ein. Als die Blomberg-Fritsch-Krise das von Goerdeler und Bronisch erwartete Eingreifen des US-Militärs aussichtslos erscheinen ließ, kommentierte Bronisch die Resignation der amerikanischen Generalität mit scharfen Worten:
„Ich kann mich des Eindrucks nicht erwehren, dass Anfänger geplant und gehandelt haben, die zu anständig denken und zu ehrenhaft handeln wollen. Gentlemen like manners sind in Revolutionen stets unangebracht gewesen.“
Der Kreis um Goerdeler und Bosch blieb aber von den Plänen Goerdelers überzeugt, die Entscheidungsträger des US-Militärs von einem Eingreifen gegen Hitler zu überzeugen. Bronisch engagierte sich in folgenden Jahren weiterhin den Plänen Goerdelers Gehör zu verschaffen und leistete zu entscheidenden Gesprächen mit hohen Persönlichkeiten der amerikanischen Politik bedeutende diplomatische Vorarbeit.
Goerdeler hinterlegte bei Bronisch anlässlich seiner von Bosch unterstützten Reise durch Nordamerika 1937/38 sein politisches Testament zur Verwahrung mit dem Auftrag, dieses bei seinem Ableben zu veröffentlichen. Während des Zweiten Weltkrieges war Bronisch auch Vizepräsident der deutschen Emigrantenorganisation Loyal Americans of German Descent in den USA.

### Leben nach dem Krieg
Seit 1953 arbeitete Bronisch mit der Firma Centrico Inc. in Northvale, New Jersey zusammen, einer Tochtergesellschaft eines westdeutschen Maschinenherstellers. Außerdem war er als Berater im Bereich Schifffahrt aktiv und war wissenschaftlicher Mitarbeiter (research fellow) in der Forschung der University of Chicago und der University of Pennsylvania. Im Jahr 1980 ging er in den Ruhestand und lebte bis zuletzt in Manhattan, New York City.

## Schriften
- Das Verhältnis zwischen dem Recht des Versprechensempfängers und dem Recht des Dritten beim Vertrage zugunsten Dritter. Rechts- und staatswissenschaftliche Dissertation an der Universität Göttingen, Schneidemühl, 1924
- Fritz Morstein Marx, Roger H. Wells, Gotthilf Bronisch: The new local government of Germany. National Municipal Review, Volume 25, Issue 9, September 1936, S. 511–519